# 1992年バルセロナオリンピックのジャマイカ選手団
1992年バルセロナオリンピックのジャマイカ選手団（1992ねんバルセロナオリンピックのジャマイカせんしゅだん）は、1992年7月25日から8月9日にかけてスペインのカタルーニャ州バルセロナで開催された1992年バルセロナオリンピックのジャマイカ選手団、およびその競技結果。

## 概要
今大会は銀メダル3個、銅メダル1個の合計4個のメダルを獲得した。

## メダル
| メダル | 選手名                   | 競技 | 種目             |
| ------ | ------------------------ | ---- | ---------------- |
| 銀     | ウィンスロップ・グラハム | 陸上 | 男子400mハードル |
| 銀     | ジュリエット・カスバート | 陸上 | 女子100m         |
| 銀     | ジュリエット・カスバート | 陸上 | 女子200m         |
| 銅     | マリーン・オッティ       | 陸上 | 女子200m         |